# Marten (Dortmund)
Marten ist der Statistische Bezirk 74 und zugleich ein westlicher Stadtteil der kreisfreien Großstadt Dortmund. Er liegt im Stadtbezirk Lütgendortmund.

## Geschichte
Marten hat sich ungefähr in der ersten Jahrtausendwende um den Hellweg entwickelt. Erstmals wird die Gemarkung Marten in einem um 1000 verfassten Verzeichnis der Reichsabtei Werden erwähnt und zwar in einem Seelengedächtnis. Der Ort selbst wurde im 11. Jahrhundert im Urbar Werden Marthenni, um 1050 Marthinna, um 1150 bis um 1200 auch Marthene oder Merthene genannt. 1220 erscheint Martene in den Vogteirollen des Stifts Essen. In den Jahren 1268 bis 1334 werden Mitglieder der Adelsfamilie de Martene im Dortmunder Urkundenbuch genannt. In demselben 1382 der Schulte von Marten (schulten van Martene) erwähnt. 1390 erscheint erstmals der heutige Ortsname Marten.
Marten gehörte im Spätmittelalter und der Frühen Neuzeit mit eigener Bauerschaft (Marthen) im Oberamt Bochum (historisch) zur Grafschaft Mark. Laut dem Schatzbuch der Grafschaft Mark von 1486 hatten die 11 Steuerpflichtigen Hofbesitzer in der Bauerschaft zwischen 1 und 6 Goldgulden an Abgabe zu leisten. Darunter der Hof Vörste, erstmals 1293 erwähnt, mit 6 Goldgulden Abgabe an das Stift Essen. Im Jahr 1705 waren in der Baurschafft Marten 27 Steuerpflichtige mit Abgaben an die Rentei Bochum im Kataster verzeichnet. Alle Hofbesitzer auch mit  Zehntpflicht an Haus Marten.
Die Deutung des Ortsnamens kann mit Stelle, an der es Marder gab umschrieben werden.
Im 19. Jahrhundert gehörte Marten zunächst im Landkreis Dortmund zum Amt Lütgendortmund, wurde aber am 1. April 1886 dem neu gegründeten Amt Dorstfeld zugeschlagen. 
1885 hatte die Landgemeinde (plus 5 Wohnplätze) eine Fläche von 4,43 km², davon 208 ha Ackerland, 51 ha Wiesen und 14 ha Holzungen. Es gab 219 Wohngebäude mit 620 Haushaltungen und 3366 Einwohner.
Als das Amt Dorstfeld mit Wirkung vom 10. Juni 1914 aufgelöst und die meisten Gemeinden des Amtes dem Stadtkreis Dortmund einverleibt wurde, wurde die verbliebene Gemeinde Marten nicht wieder dem Amt Lütgendortmund zugeschlagen, sondern wurde ein eigenes Amt Marten und gewann in der Folge an Bedeutung.
Am 1. April 1928 wurde Marten in die Stadt Dortmund eingemeindet. Im Rahmen der Kommunalreform 1975 wurde der Verwaltungsbezirk trotz aller Widerstände dem Stadtbezirk Lütgendortmund zugewiesen und verlor dadurch an Bedeutung.
Bei einem schweren Unwetter wurden am 26. Juli 2008 weite Teile des Martener Ortskerns unter Wasser gesetzt.

## Der Ort
Die räumliche Struktur Martens ist vor allem durch die Zweiteilung geprägt. Der ältere Ortskern bildet das Zentrum mit dem Marktplatz, Einkaufsmöglichkeiten, Post und Sparkasse; die jüngere Germania-Siedlung, welche neben der ehemaligen Zeche Vereinigte Germania als Arbeitersiedlung errichtet wurde, ist eine reine Wohnsiedlung. Diese beiden Martener Regionen sind durch den Martener Park und den Roßbach voneinander abgegrenzt. Marten besitzt zudem als größerer Ortsteil eine kleine – teils beruhigte – Einkaufsstraße (in der Meile) mit vielen kleinen Geschäften und einer angrenzenden Allee.
Der Revierpark Wischlingen liegt in unmittelbarer Nähe Martens, wie auch das Naturschutzgebiet Hallerey, vom Martener Ortskern in 5–10 Minuten zu Fuß zu erreichen. Der Friedhof Marten liegt teilweise auf dem Gebiet des Stadtteiles Dorstfeld und gehört zu beiden Stadtteilen.

## Bevölkerung
| 1818 | 1843 | 1858 | 1871  | 1885  | 1895  | 1900  | 1905   | 1910   | 1914   | 1928   | 1939   | 1946   | 1970   | 1987  | 1991  | 2003  | 2007  | 2008  | 2013  | 2016  | 2018  | 2019  | 2020  | 2022 | 2023 | 2024 |
| ---- | ---- | ---- | ----- | ----- | ----- | ----- | ------ | ------ | ------ | ------ | ------ | ------ | ------ | ----- | ----- | ----- | ----- | ----- | ----- | ----- | ----- | ----- | ----- | ---- | ---- | ---- |
| 354  | 420  | 792  | 2.053 | 3.366 | 5.048 | 8.800 | 10.427 | 11.625 | 12.340 | 12.298 | 12.414 | 12.114 | 12.197 | 9.867 | 9.746 | 9.513 | 9.372 | 9.330 | 9.476 | 9.628 | 9.690 | 9.676 | 9.696 | 9702 | 9680 | 9755 |

### Bevölkerungs- und Siedlungsentwicklung
Durch die wachsende Zeche Vereinigte Germania sowie die stark zunehmende Industrialisierung im Ruhrgebiet in der zweiten Hälfte des 19. Jahrhunderts wurden immer mehr Bergarbeiter gesucht. Diese kamen u. a. auch aus anderen deutschen Ländern, vor allem aber aus den damaligen Ostgebieten Preußens, aus dem früheren Königreich Polen, aus Masuren und auch aus Oberschlesien, sogenannte Ruhrpolen. 1890 betrug der Anteil der Zuwanderer an der Gesamtbevölkerung 45 %, 1919 bereits 52 %. Wegen der stark ansteigenden Bevölkerung kam es zu einer Wohnungsknappheit, der erst nach vielen Jahren durch neue Zechensiedlungen entgegengewirkt werden konnte. Es entstanden die Zechensiedlungen Germania (gegenüber der Zeche) und Neu-Crengeldanz, die durch Wohnhäuser an der Straße Auf dem Toren erweitert wurde.

### Statistik
Strukturdaten der Bevölkerung Martens:
- Bevölkerungsanteil der unter 18-Jährigen: 17,3 % [Dortmunder Durchschnitt: 16,2 % (2018)][8]
- Bevölkerungsanteil der mindestens 65-Jährigen: 15,8 % [Dortmunder Durchschnitt: 20,2 % (2018)][9]
- Ausländeranteil: 23,8 % [Dortmunder Durchschnitt: 22,3 % (2024)][10]
- Arbeitslosenquote: 14,3 % [Dortmunder Durchschnitt: 11,0 % (2017)][11]

Das Durchschnittseinkommen liegt etwa 15 % unter dem Dortmunder Durchschnitt.

## Gebäude und Einrichtungen
Bis in die 1960er Jahre existierte in Marten ein Gebäude, welches im Volksmund als das Rote Haus bezeichnet wurde. Der Überlieferung nach hat Napoleon I. auf seinem Weg nach Russland in diesem Haus übernachtet. Das Rote Haus wurde abgerissen; heute erinnert noch eine Straße an seinen Standort.

### Kirchen
Bis ins 19. Jahrhundert existierte in Marten keine Kirche. Die Katholiken gehörten zum Kirchspiel Kirchlinde und die evangelischen Einwohner zur Gemeinde der Bartholomäuskirche Lütgendortmund.
Aufgrund der steigenden katholischen Bevölkerung in Marten musste eine neue eigene Pfarrkirche errichtet werden. Um die Mittel für den Bau aufbringen zu können, wurde der Martener Bonifatiusverein gegründet.
Am 24. Juli 1898 erfolgte die Grundsteinlegung für den Bau auf einem Gelände, welches der Kirche geschenkt wurde. Bereits am 24. Oktober 1899 konnte die katholische Heilige-Familie-Kirche eingeweiht werden.
Die 1908 im Jugendstil erbaute evangelische Immanuel-Kirche ist eine architektonische Besonderheit in der Region. Schon lange vor dem Bau hatte sich die evangelische Gemeinde Martens von der Muttergemeinde Lütgendortmunds getrennt; die Gottesdienste fanden zunächst in einer Scheune auf dem Teinerschen Hof statt. Da dieser Platz nicht ausreichte, wurde der Neubau beschlossen.
Seit 1929 existiert eine Gemeinde der Neuapostolischen Kirche in Marten, die seit 1953 auch über ein eigenes Kirchengebäude verfügt. 1995 bis 1997 wurden an dem Gebäude in der Altenrathstraße umfangreichen Renovierungs- und Umbaumaßnahmen durchgeführt.
In der Germania-Siedlung gibt es darüber hinaus noch die katholische Kirche St. Laurentius mit angeschlossenem Kindergarten.

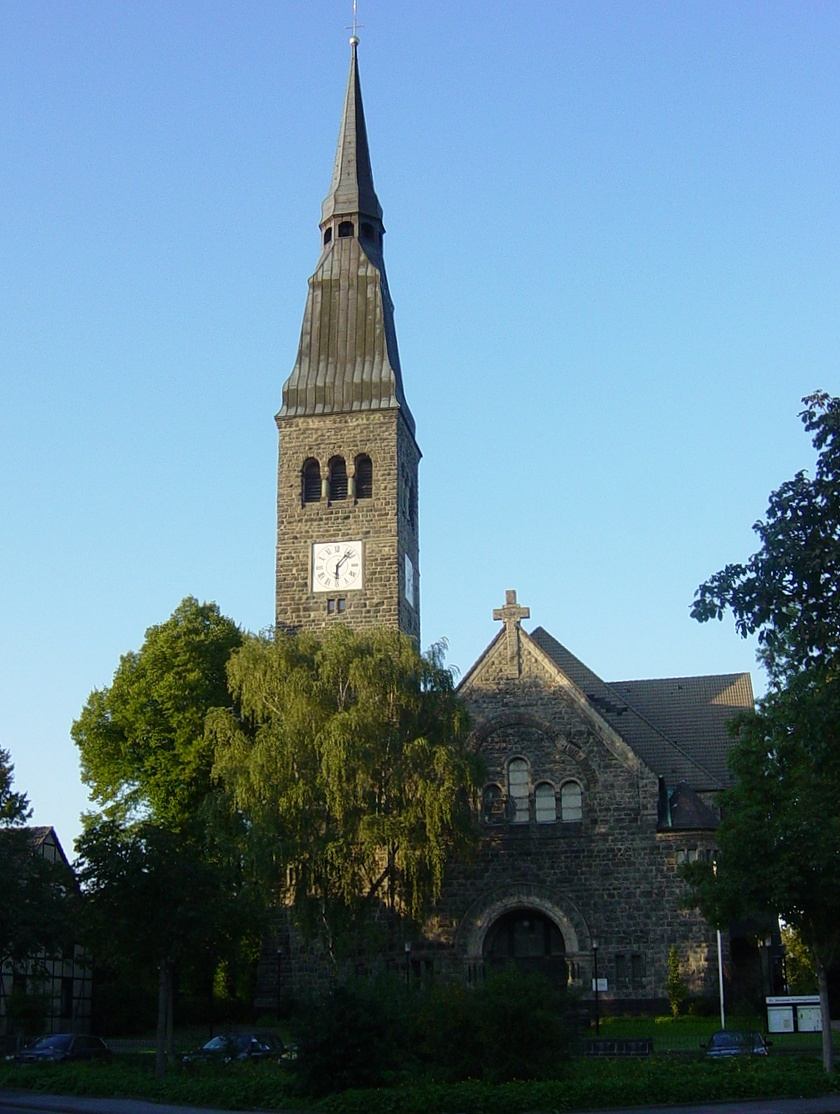
Evangelische Immanuel-Kirche in Marten
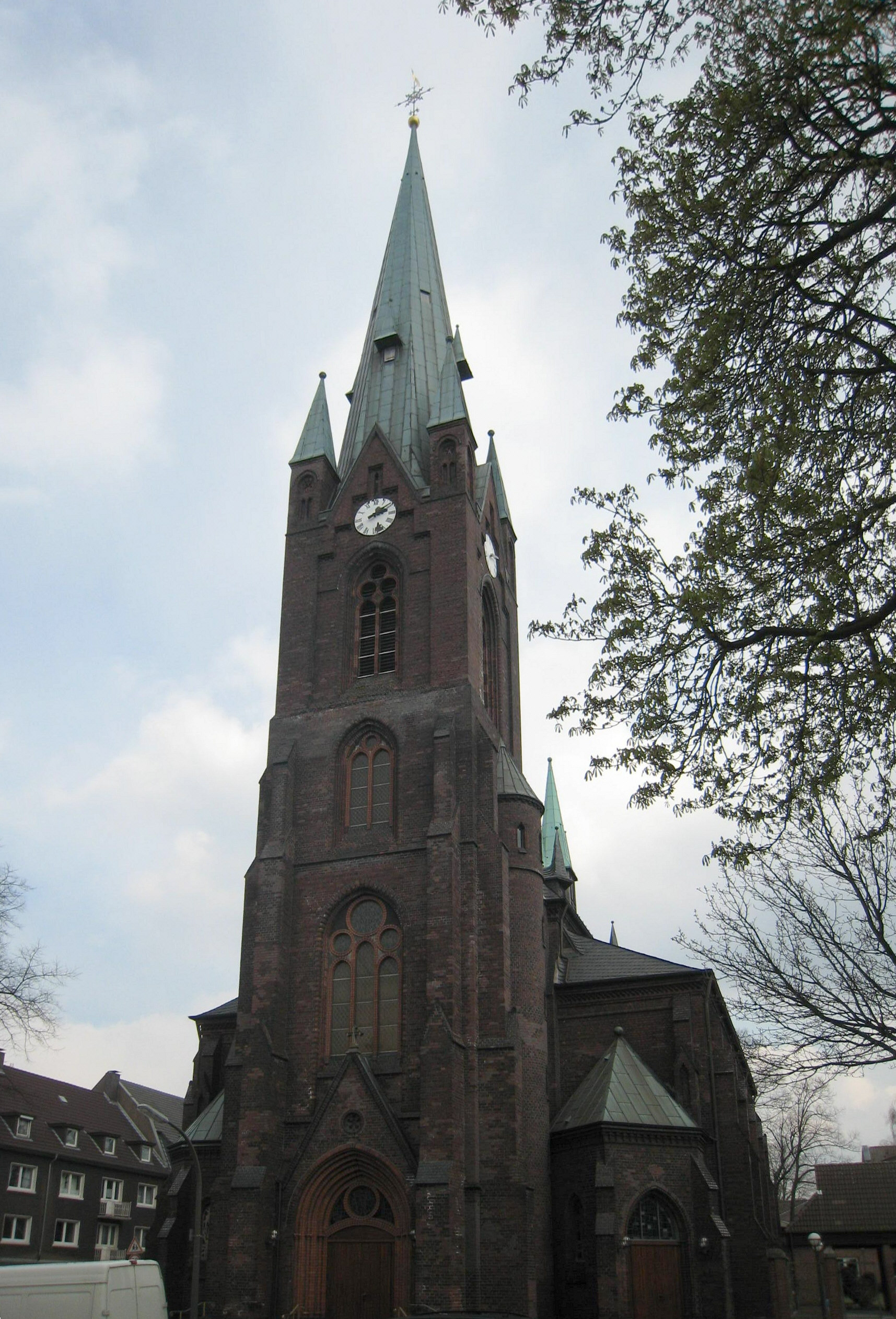
Katholische Pfarrkirche Heilige Familie
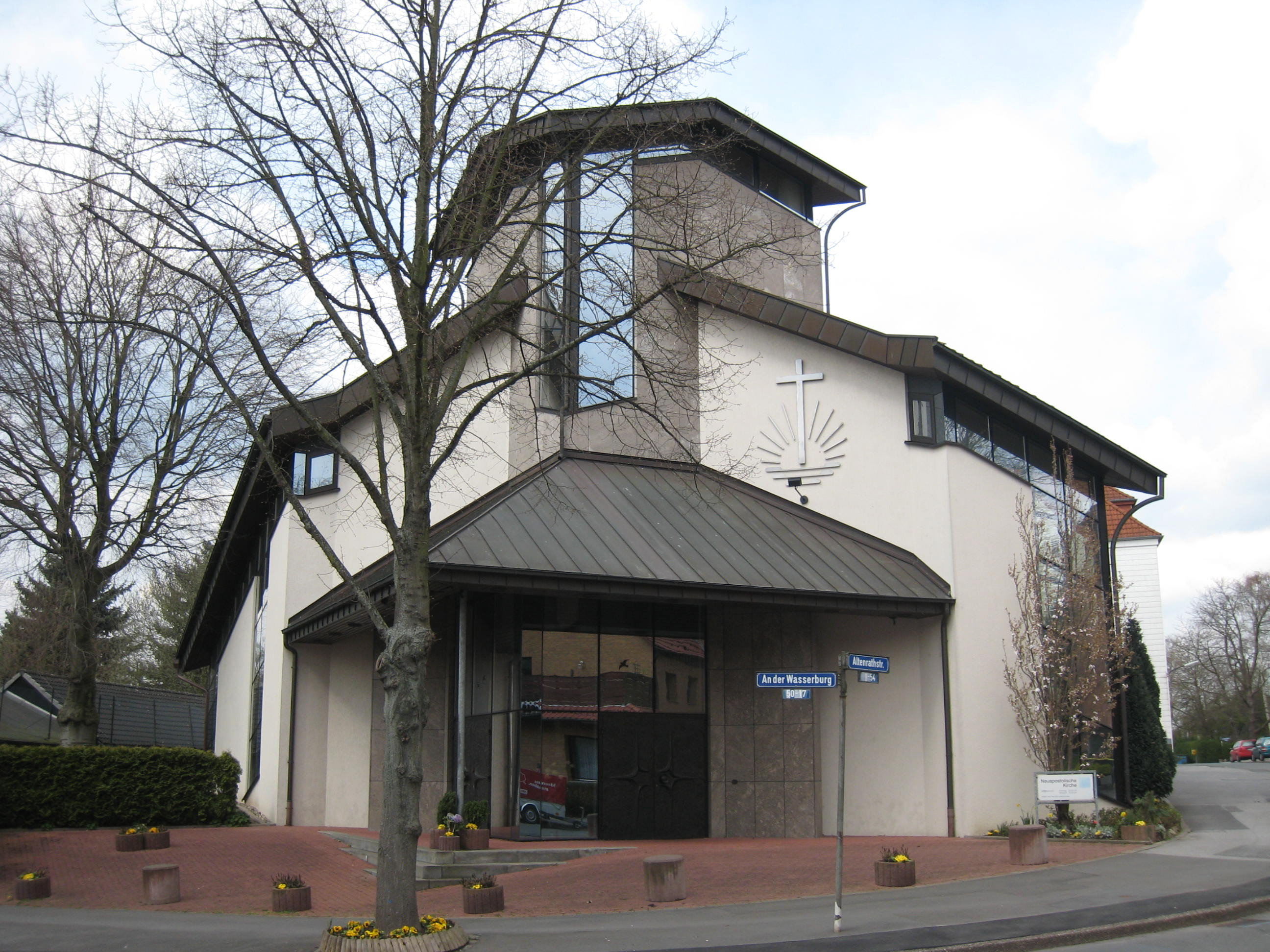
Neuapostolische Kirche in Marten
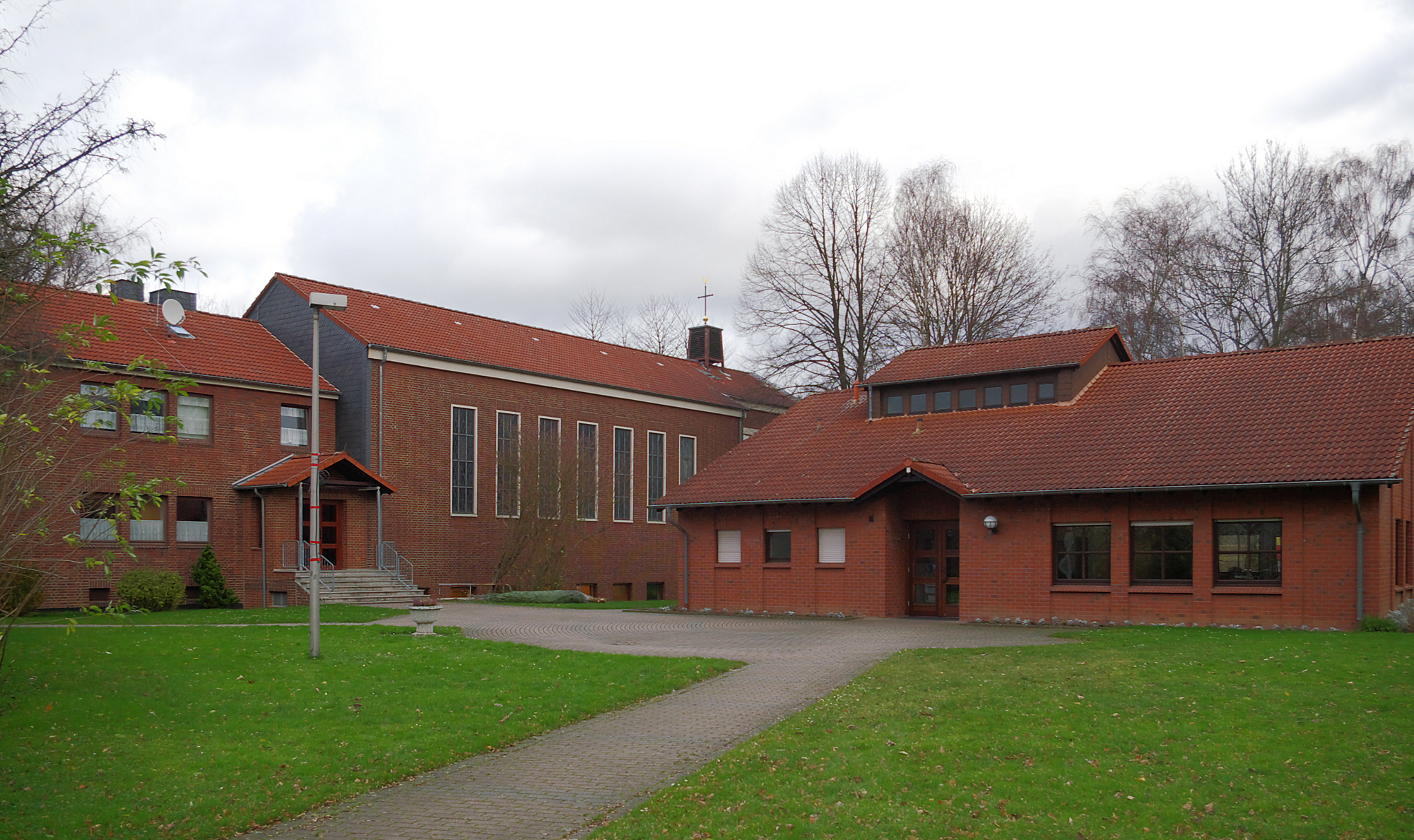
Kath. Kirche St. Laurentius in Marten

### Zeche Germania

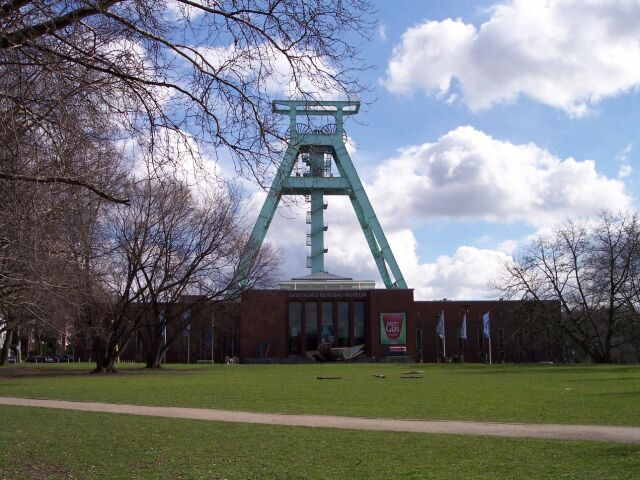
Fördergerüst der Zeche Germania an seinem neuen Standort

1842 erwarb Friedrich Harkort beim königlichen Bergamt Bochum einen Schürfschein auf Steinkohle für das Gebiet Oespel, der ihm die Erlaubnis gab, Kohle zu fördern. Die ersten Bohrversuche wurde mit finanziellen Mitteln von Heinrich Gottfried Bergfeld unterstützt. Nachdem Harkort seine Beteiligung für 1040 Taler an einen Wittener Glasfabrikanten verkauft hatte, schlossen sich am 3. Juli 1850 alle Bohrfelder zur „Gewerkschaft Vereinigte Germania“ zusammen. Ende 1858 wurde die Förderung aufgenommen. Bis 1867 stellte die Zeche 519 Arbeiter an, die ca. 100.000 t im Jahr förderten. 1872 wurden zwei neue Gewerkschaften gegründet, die Gewerkschaft Müllensiefen und die Gewerkschaft Martener Bergwerks-Verein Germania. Letztere meldet jedoch schon bald Konkurs und wurde durch den Gewerkschaftsverein Germania ersetzt. Im selben Jahr wurde auch der Grundstein für die Schachtanlage 2/3 gelegt, die bald die Förderung aufnahm. Am 14. Februar 1892 schloss sich die Zeche mit der Gelsenkirchener Bergwerks-AG zusammen, die von Friedrich Grillo (1825–1888) gegründet und geleitet wurde. Nach diesem Zusammenschluss wuchs die Beschäftigungszahl rasch an.
Von der Zeche sind heute im Wesentlichen nur noch die Lohnhalle und die Schwarzkaue erhalten, die die Ausbildungsstätten des Christlichen Jugenddorfes (CJD) beherbergen. Das Fördergerüst der Schachtanlage ist zwar auch noch erhalten, doch ziert dieser nun das Deutsche Bergbaumuseum in Bochum.

### Bildungseinrichtungen
Nach Berichten der Präfektur von 1809 soll die Schulsituation in Lütgendortmund sowie in Marten sehr schlecht gewesen sein. Außerdem heißt es, dass die Schulen heruntergekommen wären und Gelder für Reparaturen gebraucht würden. Später beschloss die Gemeinde, ein neues Schulgebäude unter Kostenbeteiligung der Bürger zu bauen. Im April 1811 erfolgte die Genehmigung des Neubaus. Im Jahre 1852 gingen 38 Jungen und 39 Mädchen in Marten zur Schule. In den 1860er Jahren war die Anzahl der Schulgänger so stark angestiegen, dass das Gebäude nicht mehr ausreichte. Man beschloss, eine zweite Klasse aufzumachen und den Unterricht durch einen weiteren Lehrer schichtweise abhalten zulassen. 1866 beschloss der Landrat Arnsberg, einen weiteren Neubau anzulegen.

### Amtshaus
Wahrzeichen des Ortsteils ist das ehemalige Martener Amtshaus in der Steinhammerstraße 3, das 2006 sein 100-jähriges Bestehen feierte. Es wurde 1906 als Zweigstelle des Amtshauses Dorstfeld gebaut und beinhaltete zwei Räume für die Polizei, ein Meldeamt, ein Standesamt und einen großen Sitzungsraum. Ab 1914, als Marten nach der Auflösung des Amtes Dorstfeld eigener Amtsbezirk wurde, war es Sitz des Martener Amtes. Als Marten dann 1928 zu Dortmund eingemeindet wurde, wurde das Gebäude Sitz der Verwaltungsstelle Marten, bis zur Gebietsreform 1975. Das Gebäude hatte später verschiedene Nutzungen, auch hatte die Sparkasse ihren Sitz im Gebäude. Seit 1991 ist das Gebäude Sitz des ZWAR e. V.

### Weitere Einrichtungen
Direkt neben dem Fußballplatz der Arminia Marten befindet sich eine städtische Jugendfreizeitstätte, die Programme für Kinder und Jugendliche anbietet.
Am nordöstlichen Ortsausgang befindet sich die Feuerwache 5 (West) der Berufsfeuerwehr Dortmund.

## Infrastruktur

### Straßennetz
Um den Ortskern von Marten verläuft eine große Einbahnstraße, die sich aus der nach Osten laufenden Schulte-Heuthaus-Straße und der nach Westen führenden Martener Straße zusammensetzt. Senkrecht dazu verlaufen zwei weitere Straßen direkt durch den Ortskern. Die bekanntere von ihnen heißt „In der Meile“, die im Ortskern wie eine kleine Allee angelegt ist.
Die Hauptverbindungsstraßen nach Marten sind die Martener Straße, die aus dem benachbarten Lütgendortmund kommt, die Heyden-Rynsch-Straße, die aus Dorstfeld kommt, der Bärenbruch aus Richtung Kirchlinde, aber auch der Wischlinger Weg aus Richtung Huckarde. In Nord-Süd-Richtung verläuft die A 45 östlich am Ortskern vorbei. Marten ist über die Schnellstraße K 16 (Erweiterung der Mallinckrodtstraße), umgangssprachlich OWIIIa oder „Hafenzubringer“ genannt, an den Dortmunder Hafen und die Innenstadt angebunden.

### Bus und Bahn

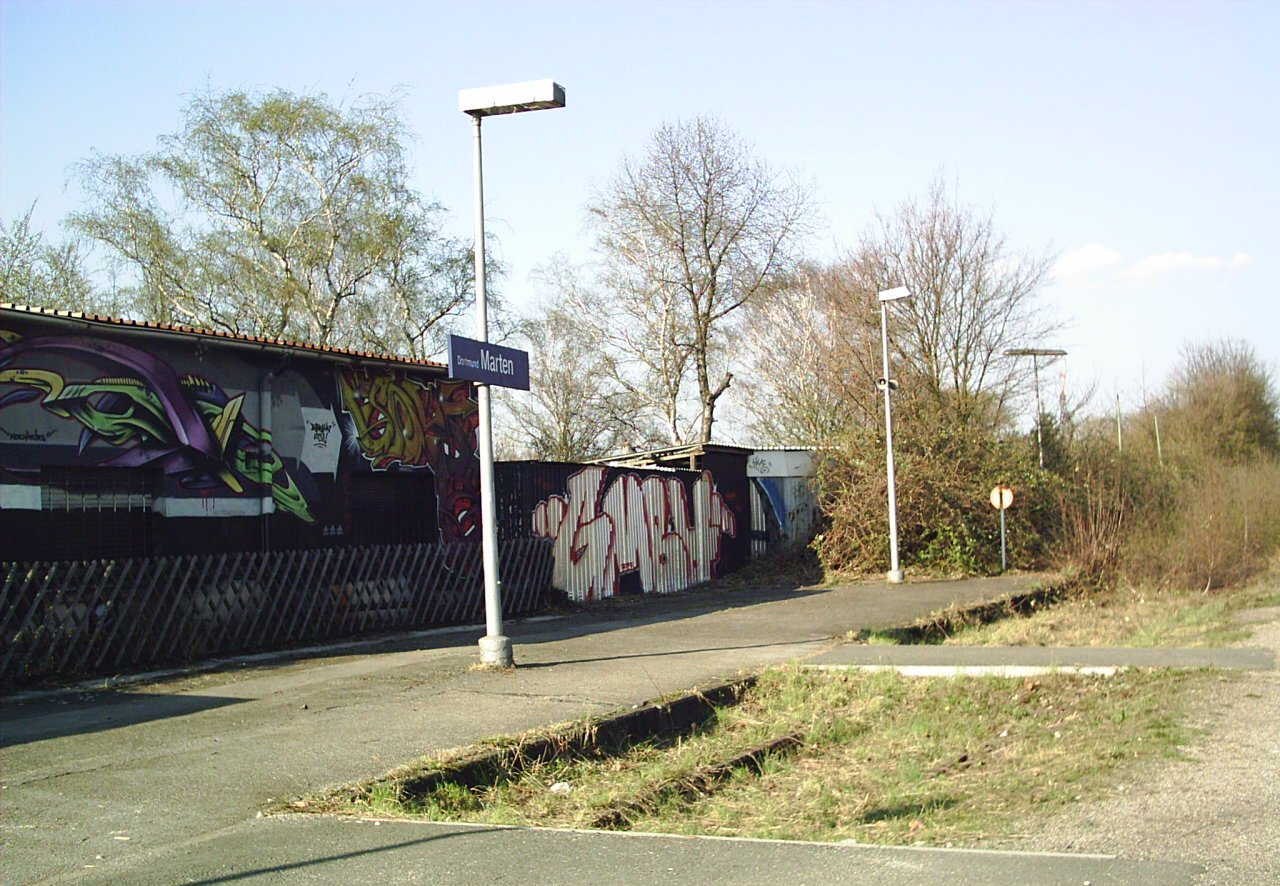
Bahnhof Dortmund-Marten an der Emschertalbahn

Der Bahnhof Dortmund-Marten am östlichen Teil der Bahnstrecke Duisburg-Ruhrort–Dortmund (Emschertalbahn) ist eine Zugangsstelle des Stadtteils an das Netz der Deutschen Bahn.
| Linie | Verlauf | Takt   |
| ----- | --- | ------ |
| RB 43 | Emschertal-Bahn: Dorsten – Feldhausen – Gladbeck-Zweckel – Gladbeck Ost – Gelsenkirchen-Buer Süd – Gelsenkirchen Zoo – Wanne-Eickel Hbf – Herne – Herne-Börnig – Castrop-Rauxel Süd – Castrop-Rauxel-Merklinde – Dortmund-Bövinghausen – Dortmund-Lütgendortmund Nord – Dortmund-Marten – Dortmund-Rahm – Dortmund-Huckarde Nord – Dortmund Hbf Stand: Fahrplanwechsel Dezember 2021 | 60 min |

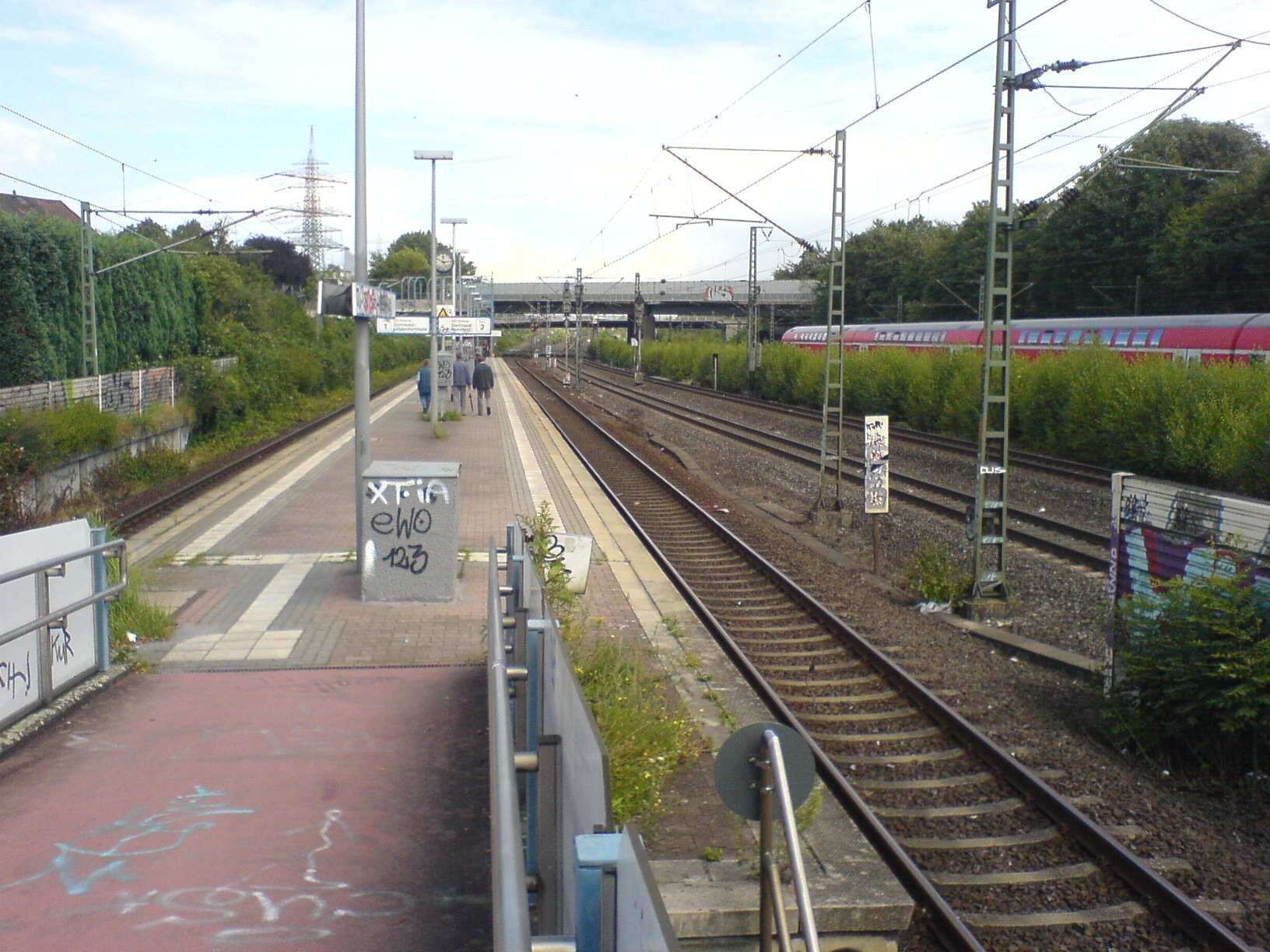
Haltepunkt Dortmund-Marten Süd an der Rheinischen Bahn, im Hintergrund die A 45

Außerdem gibt es den S-Bahn-Haltepunkt Dortmund-Marten Süd an der Bahnstrecke Osterath–Dortmund Süd. Dieser wird auch durch eine Linie der Stadtbahn Dortmund bedient.
| Linie | Verlauf | Takt                                              |
| ----- | --- | ------------------------------------------------- |
| S 4   | DO-Lütgendortmund – DO-Somborn – DO Germania – DO-Marten Süd – DO-Dorstfeld – Dortmund West – DO-Möllerbrücke – DO-Stadthaus – DO-Körne West – DO-Körne – DO-Knappschaftskrankenhaus – DO-Brackel – DO-Asseln Mitte – DO-Wickede West – DO-Wickede – Massen – Unna-Königsborn – Unna West – Unna Stand: Fahrplanwechsel Dezember 2023                                                  | 30 min 15 min (Lütgendortmund–Königsborn zur HVZ) |
| U 44  | Dortmund, Walbertstraße/Schulmuseum – DO-Marten Süd – Auf dem Brümmer – Poth – Dorstfeld Betriebshof – Wittener Straße – Ottostraße – Ofenstraße – Heinrichstraße – U Unionstraße – U Westentor2 – U Kampstraße – U Reinoldikirche – Geschwister-Scholl-Straße – Enscheder Straße – Borsigplatz – Vincenzheim – Dortmund, Westfalenhütte Diese Linie verkehrt auf der Stammstrecke III | 10 min                                            |

Ab 1911 führte eine Straßenbahnlinie von der Innenstadt durch den Martener Ortskern über Kirchlinde bis nach Ickern, heute endet die Linie in Marten (U44 über die Innenstadt bis zur Westfalenhütte).
Mehrere Busverbindungen (462 (Abendnetz: 464), 463, 466 und 480) verlaufen durch Marten und binden es an andere Stadtteile an.
| Linie | Verlauf |
| ----- | --- |
| 462   | Dortmund-Barop, An der Palmweide – Dortmund-Universität – Technologiezentrum – Dortmund-Marten Süd – Marten Abzweig (Richtung Huckarde) – In der Meile (Richtung Barop) – Gewerbegebiet Germania – Dortmund-Germania – Weidenhope – Dortmund-Lütgendortmund – Kaubomstraße – Bövinghauser Straße – Westrich – Kirchlinde Zentrum – Jungferntal Grundschule – Dortmund-Rahm Bahnhof – Huckarde Markt – Dortmund-Huckarde, Huckarde Bushof |
| 463   | Dortmund-Marten Süd – Marten Abzweig (Richtung Lütgendortmund Volkspark) – In der Meile (Richtung Marten Süd ) – Steinhammerstraße – Germaniastraße – Dortmund-Germania – Somborner Straße – Dortmund-Lütgendortmund – Kaubomstraße – Volksgartenstraße – Zweiwiedenstraße (Richtung Lütgendortmund Volkspark) – Dortmund-Lütgendortmund, Am Volksgarten |
| 464   | Dortmund-Marten Süd – Marten Abzweig (Richtung Lütgendortmund ) – In der Meile (Richtung Marten Süd ) – Gewerbegebiet Germania – Mergelkopfweg – Kaubomstraße – Dortmund-Lütgendortmund (Diese Linie verkehrt nur abends, jeden Tag nach 22 Uhr) |
| 466   | Dortmund-Marten Süd – Bünnerhelfstraße (Richtung Dorstfeld) – Schulte-Heuthaus-Straße (Richtung Marten Süd ) – Am Hartweg – Fine Frau – Dortmund-Dorstfeld – Wittener Straße – Dortmund-Dorstfeld, Bandelstraße |
| 480   | Dortmund-Marten Süd – Marten Abzweig (Richtung Castrop-Rauxel) – In der Meile (Richtung Marten Süd ) – Dortmund-Marten Bahnhof – Hangeney – Kirchlinde Zentrum – Frohlinde Denkmal – Neuroder Platz – Castrop Kath. Krankenhaus (Richtung Castrop-Rauxel Ickern) – Beethovenstraße (Richtung Dortmund-Marten) – Castrop Markt – Castrop Münsterplatz – Castrop Betriebshof – Europaplatz – Castrop-Rauxel Hbf – Habinghorst Post – Ickern Markt – Zechenstraße (Richtung Ickern Nord) – Emscherstraße (Richtung Dortmund-Marten) – Castrop-Rauxel Ickern, Ickern Nord |
| NE12  | NachtExpress Dortmund, Reinoldikirche – Dortmund-Marten Süd – Dortmund-Lütgendortmund |

## Kultur und Sport

### Vereine und Clubs
Im südöstlichen Teil Martens befindet sich der 1908 gegründete Fußballverein Arminia Marten. Die Vereinsanlage besitzt einen Kunstrasen und einen Rasenplatz.
Älter noch ist der 1902 gegründete Turnerbund Marterloh, der heute die Sportarten Leichtathletik, Turnen, Badminton, Gymnastik, Aerobic und Walking anbietet. Sportstätten sind u. a. die Aschenbahn der Bezirkssportanlage Wischlingen sowie die Turnhallen An der Froschlake und der Friedens-Grundschule (Germania-Siedlung).

### Sehenswürdigkeiten
Besichtigenswert ist neben der im Jugendstil erbauten Evangelischen Immanuel-Kirche auch das Westfälische Schulmuseum.

## Persönlichkeiten
- Thorsten Fink (* 1967), Bundesligaspieler und Fußballtrainer
- Willi Kronsbein (1915–2006), Torwart und Fußballnationalspieler 1940–1942
- Bolesław Napierała (1909–1976), polnischer Radsportler
- Wilhelm Sandmeyer (1863–1944), Diabetologe
- Kurt Schmidt (1905–1938), Widerstandskämpfer